# 私は忘れたい
『私は忘れたい』（わたしはわすれたい）は、1972年 - 1973年、および1977年に放送されたテレビドラマである。

## 1972年版
1972年10月6日 - 1973年1月5日にTBS「金曜ドラマ」枠にて放送された。

### キャスト
- 岩下志麻
- 哲次 - 藤岡弘（現・藤岡弘、）
- 佐藤慶
- 杉浦直樹
- 西香織 - 市原悦子
- 賀原夏子
- 悠木千帆（現・樹木希林）
- 江口ユリ - 泉晶子
- 岡田英次
- 小山田宗徳
- 浜村純
- 西田健
- 高島稔

### スタッフ
- 原作 - 原田康子『星から来た』
- 演出 - 鈴木淳生、大山勝美
- 脚本 - 鈴木尚之
- 音楽 - 渡辺貞夫
- 制作 - TBS

### テーマ曲
- 『SONG FOR YOU』（作曲：渡辺貞夫）

## 1977年版
1977年1月5日 - 3月4日にTBS「花王 愛の劇場」枠にて放送された。1972年版のリメイクである。

### キャスト
- 松宮聡子 - 大空眞弓
- 小坂哲治 - 新倉博
- 松宮隆之 - 仲谷昇
- 由美子 - 黒沢のり子
- 磯村千花子
- 西岡慶子
- 南美江

### 主題歌
- 『川の向こうに』
  - 作詞：中里綴 / 作曲・編曲：川口真 / 歌：弘田三枝子
  - レーベル：日本コロムビア / 品番：PK-39（EP）